# أنج مو
يُطلق تعبير أنغ مو على ذوي البشرة البيضاء، وهو وصف مأخوذ من اللغة الصينية (紅毛) ويعني حرفيًا "ذوي الشَّعْر الأحمر". يُستخدم هذا التعبير بشكل رئيسي في ماليزيا وسنغافورة، وأحيانًا في تايلاند وتايوان. نشأ هذا المصطلح في لهجة هوكين، التي تنتمي إلى فرع مين نان الجنوبي في اللهجات الصينية.
هناك تعبيرات اخرى مشابهة لتعبير  أنغ مو كتعبير "أنغ مو كو" (紅毛猴، والذي يعني "القرد ذو الشعر الأحمر")، و"أنغ مو كوي" (紅毛鬼، والذي يعني "الشيطان ذو الشعر الأحمر")، و"أنغ مو لانغ" (紅毛儂 / 紅毛人، والذي يعني "الشخص ذو الشعر الأحمر"). على الرغم من كون بعض هذه التعبيرات عنصرية، ألا إنها أصبحت تستخدم في سنغافورة وماليزيا كمصطلحات محايدة للدلالة على الشخص الأبيض أو، عند استخدامها كصفة فانها تعبر عن الثقافة الغربية بشكل عام.

## أصل العبارة
أقدم أصل لمصطلح "أنغ مو" يعود إلى التواصل بين المتحدثين بلغة هوكين (جنوب مين) في جنوب فوجيان مع الإمبراطورية البرتغالية وشركة الهند الشرقية الهولندية في القرنين السادس عشر والسابع عشر. واحدة من أقدم الاستخدامات المكتوبة المعروفة للمصطلح موجودة في خريطة سيلدن التي تعود الى أوائل 1600م، حيث وُسمت جزر الملوك في إندونيسيا باسم "أنغ مو"، في إشارة على الأرجح إلى وجود الهولنديين هناك. في أواخر القرن السادس عشر، قدم المسؤول وانغ لينغهنغ في وزارة العدل في سلالة مينغ الحاكمة، تقريرًا عن وصول "الشياطين ذات الشعر الأحمر" إلى الساحل الجنوبي للصين، بينما في عام 1755 أبلغت سلطات مقاطعة تشجيانغ عن وصول بحارة "ذوي شعر أحمر" تحت قيادة التاجر البريطاني جيمس فلينت.